# Piper methysticum
El kawa-kawa, kava kava o kava (Piper methysticum) es una planta estrechamente relacionada con el pimentero, Piper nigrum; de origen polinesio. Las raíces de la planta se utilizan para producir una bebida con propiedades sedantes, anestésicas, euforizantes y enteogénicas. El kava se consume en todas las culturas del océano Pacífico de la Polinesia, incluyendo Hawái, Vanuatu, Melanesia y algunas partes de Micronesia por sus efectos sedantes. Sus ingredientes activos se llaman kavalactones. Una revisión sistemática de Cochrane concluyó que era probable que fuera más eficaz que el placebo en el tratamiento de la ansiedad a corto plazo.

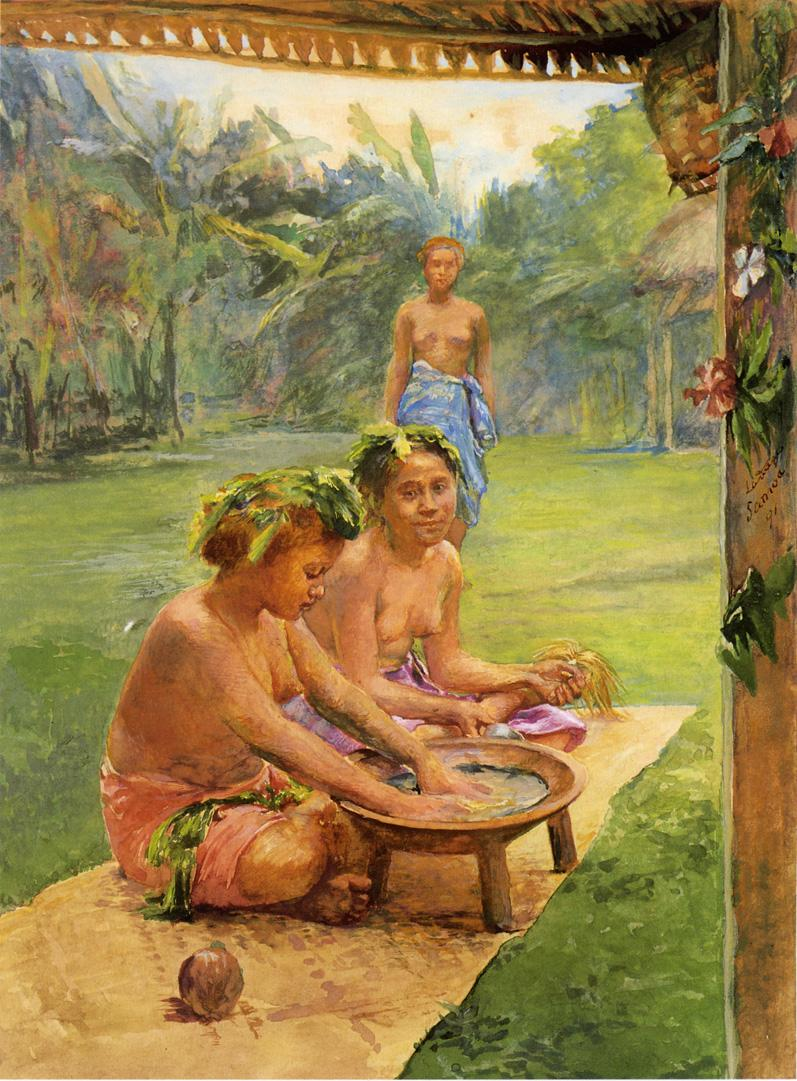
Una pintura que muestra a mujeres que preparan el kava

## Características
Es un arbusto perenne, que alcanza los 3 m de altura; los tallos son gruesos y suculentos. Las hojas son grandes y cordiformes, acuminadas, alcanzando los 20 cm de longitud. Produce inflorescencias en forma de pequeñas espigas axilares, pero las flores son estériles; se propaga por división del rizoma, echando zarcillos.
El arbusto kava prospera en suelos sueltos y bien drenados. Crece de forma natural en donde las precipitaciones son abundantes (más de 2.000 mm / año). Las condiciones de cultivo ideales son 70-95 °F (21-35 °C) y 70 a 100% de humedad relativa. Demasiada luz del sol es perjudicial, especialmente en el crecimiento temprano, por lo que la kava es un cultivo de sotobosque.

## Efectos del consumo

### Efectos generales
La naturaleza de los efectos dependerá en gran medida de la cepa de la planta de kava y la forma de su consumo. Tradicionalmente, solo los cultivares de kava nobles se han consumido ya que se aceptan como seguros y producen los efectos deseados. Los efectos específicos de varios kavas nobles dependen de varios factores, como el cultivar utilizado (y la composición específica relacionada de los kavalactones), la edad de la planta y el método de su consumo. Sin embargo, se puede afirmar que en general la kava noble produce un estado de calma, relajación y bienestar sin disminuir el rendimiento cognitivo. El kava puede producir un período hablador inicial, seguido de relajación muscular y somnolencia eventual.
A pesar de sus efectos psicoactivos, el kava no se considera físicamente adictivo y su uso no conduce a la dependencia.

### Efectos medicinales
Durante siglos, el kava se ha utilizado en la medicina tradicional de las Islas del Pacífico Sur para el sistema nervioso central y los efectos periféricos. Se ha utilizado tradicionalmente para tratar infecciones, problemas respiratorios, problemas de salud de las mujeres, insomnio, estrés y para aliviar el dolor..
Los estudios modernos se han centrado en el potencial de kava para el tratamiento de la ansiedad y el insomnio. Los estudios clínicos han demostrado que los extractos a base de agua de las raíces de kava.

## Preparativos

### Preparación tradicional
El kava se consume de diversas maneras en las culturas de la región del Pacífico en Polinesia, Vanuatu, Melanesia y en algunas partes de Micronesia y Australia. Tradicionalmente, se prepara masticando, moliendo o machacando las raíces de la planta de kava. Se muele manualmente en un trozo de coral muerto en forma de cono; la mano actúa como mortero y el coral como pilón. La raíz/corteza triturada se mezcla con una pequeña cantidad de agua, ya que la raíz fresca libera humedad al ser triturada. Luego, el producto se añade a agua fría y se consume lo más rápido posible.
El extracto es una emulsión de gotas de kavalactona en almidón. El sabor es ligeramente picante y el aroma característico depende de si se preparó con la planta seca o fresca, así como de la variedad. El color varía de gris a marrón amarillento y verde opaco.
El kava preparado como se describe arriba es mucho más fuerte que el kava procesado. La masticación logra un efecto más potente, ya que se forman partículas muy finas.

### Suplementos alimenticios y productos farmacéuticos
La extracción acuosa es el método tradicional de procesamiento de la planta. Las compañías de suplementos farmacéuticos y herbales extraen kavalactonas de la planta de kava utilizando solventes como dióxido de carbono supercrítico, acetona y etanol, para producir tabletas que contienen entre 30% y 90% de kavalactonas.

### Bares de kava
Con el creciente interés en el kava fuera del sur del Pacífico, comienzan a abrirse bares que sirven esta planta en forma líquida.
Mientras que algunos bares se apegan a las formas y tipos tradicionales de kava, otros establecimientos han sido acusados de servir variedades no tradicionales de kava, que son más baratas pero más propensas a causar efectos negativos y reacciones adversas, o de servir kava con otras sustancias, incluido el alcohol.

## Toxicidad y seguridad
En 2001, se plantearon preocupaciones acerca de la seguridad del kava, que dio lugar a restricciones y reglamentaciones en varios países. La mayoría de las preocupaciones estaban relacionadas con un pequeño número de informes que indicaban casos potenciales de hepatotoxicidad causados por el consumo de diversos productos comerciales derivados de kava. Varios científicos y médicos criticaron la mala calidad de los informes[cita requerida]  al señalar que la mayoría de los casos raros de hepatotoxicidad se referían a pacientes con antecedentes de abuso de alcohol o de medicamentos recetados o al uso concomitante de medicamentos conocidos como potencialmente hepatotóxicos. A la luz de esta información y de las investigaciones posteriores realizadas el 10 de junio de 2014, el Tribunal Administrativo de Alemania anuló la prohibición de 2002 de restablecer los requisitos reglamentarios de 2001. El tribunal declaró que el riesgo de la exposición a kava no había sido claramente demostrado ni demasiado alto, Presumiblemente motivada por el muy pequeño número de casos de toxicidad notificada (n ~ 3) con incluso un cierto grado de causalidad vinculado a kava en una comunidad mundial que consume kava que puede contarse en los millones de dosis consumidas diariamente.
Según un documento de discusión de 2010 preparado para la Comisión del Codex Alimentarius: "kava ha tenido por lo menos 1500 años de historia de uso relativamente seguro, con efectos secundarios de hígado nunca habiendo surgido en los datos etnofarmacológicos (...) Ensayos clínicos de kava No han revelado la hepatotoxicidad como un problema, lo que ha sido confirmado por estudios adicionales que evalúan la toxicología de la bebida de kava, y basándose en la información científica disponible se puede inferir que la kava como bebida tradicional es segura para el consumo humano ".
Las publicaciones recientes también confirman que las raíces de kava nobles parecen ser seguras y que los casos raros de hepatotoxicidad descritos anteriormente estaban en la mayoría de los casos probablemente relacionados con reacciones alérgicas raras o la mala calidad del material vegetal, incluyendo cultivos inadecuados o partes de la planta y plantas Afectado por el moho.

## Taxonomía
Piper methysticum fue descrita por Johann Georg Adam Forster  y publicado en Florulae Insularum Australium Prodromus 76. 1786.